# IBM 2540

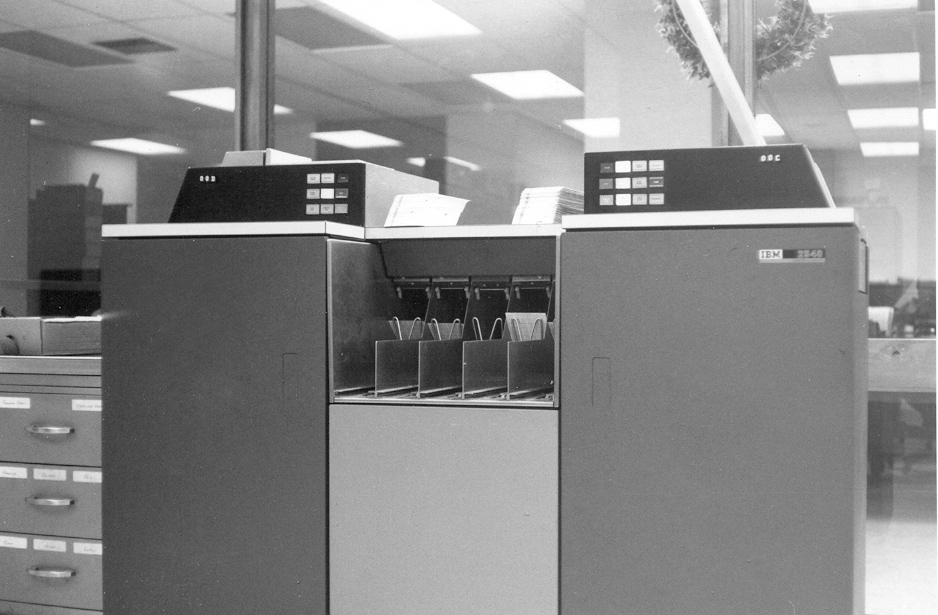
IBM 2540。右が読取り機構、左が穿孔機構で、中央に5つの出力スタッカーがある

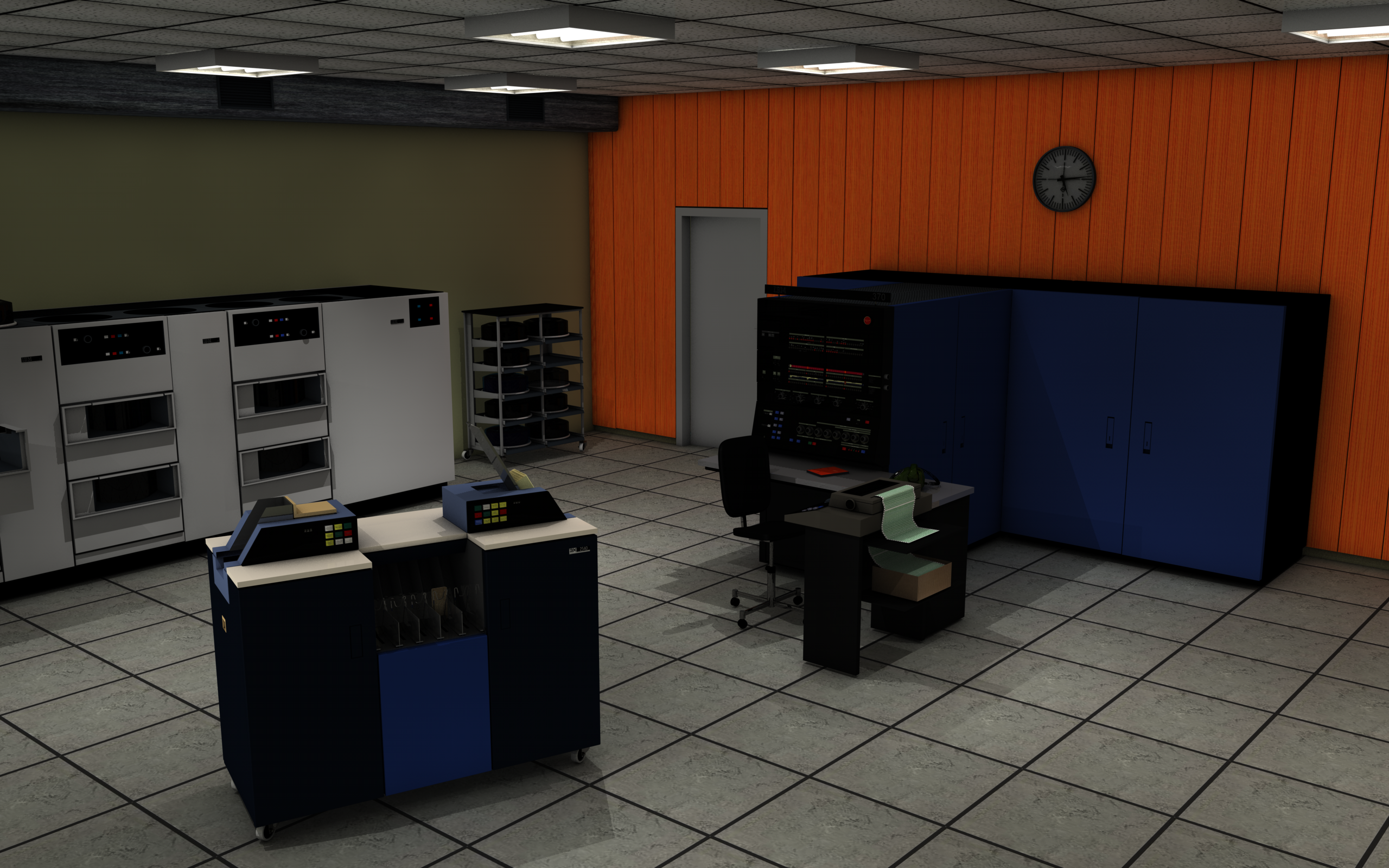
IBM System/370モデル145に接続されたIBM 2540

IBM 2540読取穿孔装置（IBMにぃごぅよんまるカードよみとりせんこうそうち、英語: IBM 2540 Card Reader/Punch）はIBMが1965年に発表したSystem/360とそれに続くコンピューター用のIBM80欄カード読取り・穿孔装置であった。この装置はIBMロチェスターで以前のIBM 1402（IBM 1402）をベースに開発されたもので、読取り速度は毎分1,000枚、穿孔速度は毎分300枚で処理できた。

## 概要
IBM 2540はIBM 2821制御装置（IBM 2821）を通してSystem/360のマルチプレクサまたはセレクターのチャネルへ接続できた。 カード読取り機構（2540R）とカード穿孔機構（2540P）は別々にアドレス指定できた。 

### カード読取り
装置の右側がカード読取り機構で、入力ホッパーはカード約3,100枚が載せられ、出力スタッカー（右から左へR1、R2、PR3）は1,350枚を載せられた。カードの出力スタッカーはプログラム制御できた。

### カード穿孔
装置の左側がカード穿孔機構で、入力ホッパーはカード1,350枚が載せられ、出力スタッカー（左から右へP1、P2、PR3）は1,350枚を載せられた。カードの出力スタッカーはプログラム制御できた。中央スタッカーは読取り・穿孔でシェアできた。穿孔した後は、自動的に読取りが行われて、穿孔が正しいのかを確認する構造になっていた。

## 後継機種
IBM 2540はその後、1971年に発表されたIBM 3525多機能カード装置（IBM 3525）とIBM 3505カード読取装置（IBM 3505）へ引き継がれた。